# Швајцарска на Европском првенству у атлетици у дворани 1972.
Швајцарска је учествовала на 3. Европском првенству у дворани 1972 одржаном у Греноблу, Француска, 11. и 12. марта. У свпм трећем учешћу на европским првенствима у дворани репрезентацију Швајцарске представљало је шест спортиста (3 миушкарца и 3 жене) који су се такмичили у 6 дисциплина (3 мушке и 3 женске).
На овом првенству најуспешнија је била Мета Антенен освајачица прве медаљу за Швајцарску на европским првантвима у дворани. Била је то сребрна медаља у скуку удаљ, а постигнути резултат од 6,42 метра био је нови национални рекорд. Антененова се такмичила у трци на 50 m са препонама и осавојила четврто место, а у квалификацијама и полуфиналу трке обарала је националне рекорде (7,15 квалификације и 7,01 полуфинале).
Са једном сребрном медаљом Швајцарска је у укупном пласману делила 10. место са Шведском од 14 земаља које су на овом првенству освојиле медаље, односно 23 земље учеснице.
У табели успешности према броју и пласману такмичара који су учествовали у финалним такмичењима (првих 8 такмичара) Швајцарска је са три учесника у финалу и 17 бодова заузела 11 место  од 23 земље учеснице, односно све су имале представнике у финалу. 
| Плас. | Земља      | 1. место | 2. место | 3. место | 4. место | 5. место | 6. место | 7. место | 8. место | Бр. финал. - Бод. |
| ----- | ---------- | -------- | -------- | -------- | -------- | -------- | -------- | -------- | -------- | ----------------- |
| 11.   | Швајцарска | 0 − 0    | 1 − 7    | −        | 2 − 10   | −        | −        | −        | −        | 3 − 17            |

## Учесници
| Бр. | Дисциплина   | Мушкарци    | Жене                        | Укупно |
| --- | ------------ | ----------- | --------------------------- | ------ |
| 1.  | 50 м         | Филиш Клерк |                             | 1      |
| 2.  | 50 м препоне | Бет Пфистер | Мета Антенен                | 2      |
| 3.  | скок увис    | Бет Тенгер  | Беатрикс Рехнер             | 2      |
| 5.  | скок удаљ    |             | Мета Антенен* Зиглинде Аман | 1 (2)  |
|     | Укупно 6 (7) | 3           | 3 (4)                       | 6 (7)  |

- звездицом су означени такмичари који су учествовали у још некој од дисциплина.

## Освајачи медаља
- Сребро

1. Мета Антенен — скок удаљ за жене

## Резултати

### Мушкарци
| Атлетичар   | Дисциплина   | Лични рекорд | Квалификације | Квалификације | Полуфинале | Полуфинале | Финале               | Финале   | Детаљи |
| Атлетичар   | Дисциплина   | Лични рекорд | Резултат      | Место         | Резултат   | Место      | Резултат             | Место    | Детаљи |
| ----------- | ------------ | ------------ | ------------- | ------------- | ---------- | ---------- | -------------------- | -------- | ------ |
| Филип Клерк | 50 м         |              | 6,01 КВ, ЛРд  | 4. у гр. 4    | 6,15       | 6. у пф. 1 | Није се квалификовао | 12. / 15 |        |
| Бет Пфистер | 50 м препоне |              | 6,78 КВ, НРд  | 3. у гр. 4    | 6,91       | 6 у пф. 1  | Није се квалификовао | 12. / 23 |        |
| Бет Тенгер  | скок увис    |              |               |               |            |            | 1,95 ЛРд             | 15. / 15 |        |

### Жене
| Атлетичарка   | Дисциплина   | Лични рекорд | Квалификације | Квалификације | Полуфинале   | Полуфинале | Финале   | Финале   | Детаљи |
| Атлетичарка   | Дисциплина   | Лични рекорд | Резултат      | Место         | Резултат     | Место      | Резултат | Место    | Детаљи |
| ------------- | ------------ | ------------ | ------------- | ------------- | ------------ | ---------- | -------- | -------- | ------ |
| Мета Антенен  | 50 м препоне |              | 7,15 КВ, НРд  | 2. у гр. 3    | 7,01 КВ, НРд | 3. у пф. 1 | 7,05     | 4. / 21  |        |
| Бет Тенгер    | скок увис    |              |               |               |              |            | 1,73     | 13. / 13 |        |
| Мета Антенен* | скок удaљ    |              | 6,42 НРд      |               |              |            |          |          |        |

## Биланс медаља Швајцарске после 3. Европског првенства у дворани 1970—1972.
|      | ЕП         |   |   |   |   | УП   |
| 1—2. | 1970—1971. | 0 | 0 | 0 | 0 | 0    |
| 3.   | 1972.      | 0 | 1 | 0 | 1 | = 10 |
| 1—3  | Укупно     | 0 | 1 | 0 | 1 | = 14 |

|                                        | Атлетичар                              | Земља                                  |                                        |                                        |                                        |                                        |
| Није било вишеструких освајача медаља. | Није било вишеструких освајача медаља. | Није било вишеструких освајача медаља. | Није било вишеструких освајача медаља. | Није било вишеструких освајача медаља. | Није било вишеструких освајача медаља. | Није било вишеструких освајача медаља. |
| -------------------------------------- | -------------------------------------- | -------------------------------------- | -------------------------------------- | -------------------------------------- | -------------------------------------- | -------------------------------------- |

## Освајачи медаља Швајцарске после 3. Европског првенства 1970—1972.
|    | Атлетичар/ка | м | ж | ЕП       | Дисциплина |   |   |   |   |
| -- | ------------ | - | - | -------- | ---------- | - | - | - | - |
| 1. | Мета Антенен |   | ж | 1972.    | скок удаљ  |   |   |   |   |
|    | Укупно       | 0 | 1 | 1970—72. |            | 0 | 1 | 0 | 1 |